# ريان بيرتن
ريان بيرتن (بالإنجليزية: Ryan Bertin)‏ هو مصارع هاوي أمريكي، ولد في 13 نوفمبر 1981.